# Caballo de monta

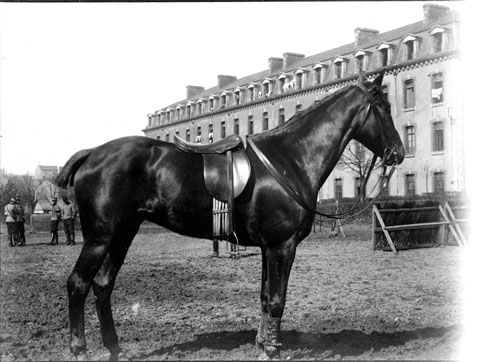
Caballo de montar, cerca de Toulouse, en Francia.

Un caballo de monta o caballo de montar (en inglés: riding horse ; en francés: cheval de selle) es un caballo adecuado para la monta, adecuado para ser montado por un jinete. Esto alude a una clasificación que apunta a un tipo de caballo primordialmente destinado a ser usado utilizando una montura, es decir, destinado a ser montado y no a por ejemplo ser caballo de tiro o de carga.
Si bien generalmente con esta denominación se alude en la jerga de la equitación a los llamados caballos de sangre caliente, algunos de los llamados caballos de sangre fría son igualmente considerados para la monta. Las cualidades que se necesitan para tener un buen caballo de montar, han evolucionado a lo largo del tiempo en función de su destino, pasando de una utilización principalmente militar, a otra con orientación mucho más marcada al deporte y al esparcimiento.

## Terminología
Un caballo de monta es, por definición, un caballo que por sus características es apto y adecuado para ser montado por un jinete. El uso y la selección han hecho que los caballos purasangre sean adaptados para montar. Los caballos árabes y los purasangre ingleses, así como los cruzamientos con una de estas dos razas, son naturalmente considerados como caballos de monta. De todas maneras, los usos y destinos varían de un país a otro, y están muy ligados a la tradición. Así, el caballo islandés ha sido montado desde hace mucho tiempo, a pesar de que su morfología y el hecho de que sea un caballo de sangre fría, lo alejan del estándar del caballo de monta europeo.

## Cualidades mentales y físicas

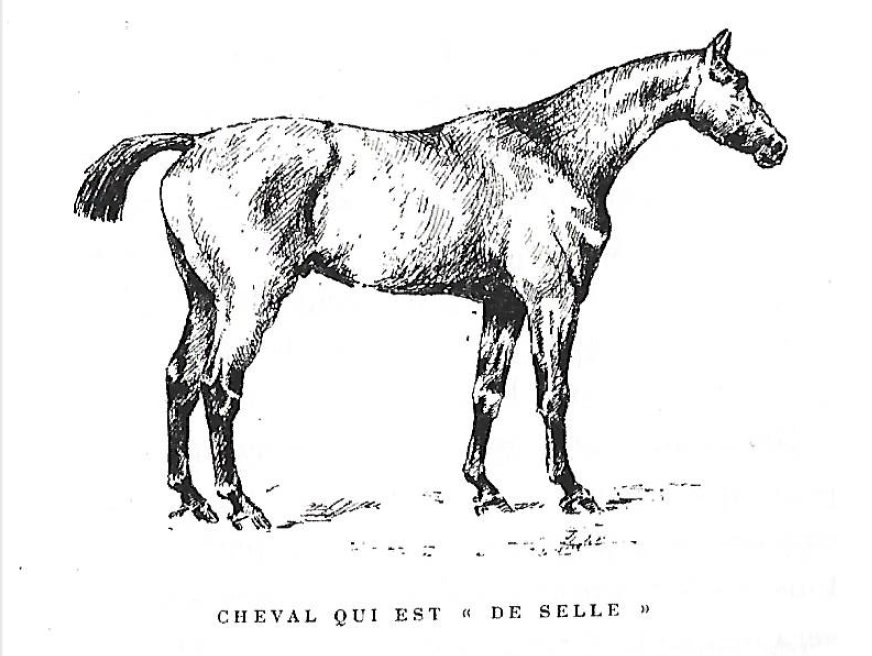
Grabado representando la morfología típica de un caballo de montar, año 1898.

Las cualidades que debe tener un buen caballo de monta, han evolucionado a lo largo del tiempo en función de su utilización. En el siglo XVIII, y según Georges-Louis Leclerc de Buffon, el caballo de montar debía tener « hombros aplanados y móviles », y era considerado como defecto tener « el pecho demasiado avanzado y los anteriores hacia atrás ». Y en el siglo XIX, F. Minot escribió que todos los caballos de montar debían ser resistentes, fuertes, enérgicos, e igualmente ser sólidos y estables sobre sus miembros, y tener el trote suave (lo que permite al jinete montarlo con gracia, y soportar una carrera sin mucha fatiga); además, el caballo debía ser ligero y ágil en sus marchas y movimientos. Fue a partir del siglo XX, que el caballo de monta comenzó a ser criado y seleccionado particularmente para el deporte y el esparcimiento, lo que tuvo como consecuencias que su conformación, sus aires, y su temperamento, fueran seleccionados con este objetivo principal.

## Historia
El caballo de montar es un tipo de  caballosdefinido y seleccionado con el objetivo de ir obteniendo un animal diferente de los utilizados para el remolque de carros, o para la carga o incluso para llevar a jinetes con armadura. Los primeros especímenes por tanto fueron suficientemente robustos como para ser aptos como animal de tiro, o como animal de carga. Este tipo de caballos toma características más precisas a partir del siglo XIX. En esa época, el interés despertado por los caballos en un primer momento, y algo más tarde por el purasangre inglés, marcó la evolución de las expectativas en lo que se referiría al caballo de monta. Diversos cruzamientos fueron realizados entre yeguas autóctonas (con frecuencia seleccionadas fuertes y pesadas), con sementales de sangre, y de esos cruzamientos nacieron los llamados caballos media sangre. Fue sobre esta base que se desarrollaron las generaciones siguientes de caballos de monta, con ejemplares más o menos cercanos a los purasangre, en función de la orientación de la selección. Actualmente cada país posee sus propias razas y sus propios modelos ideales de caballos de montar. Con el tiempo, stud-books (registros de cría) fueron igualmente implantados. Y a partir del siglo XX, el caballo de montar tiende a especializarse en caballo de deporte y caballo de esparcimiento y recreación.

## Utilización

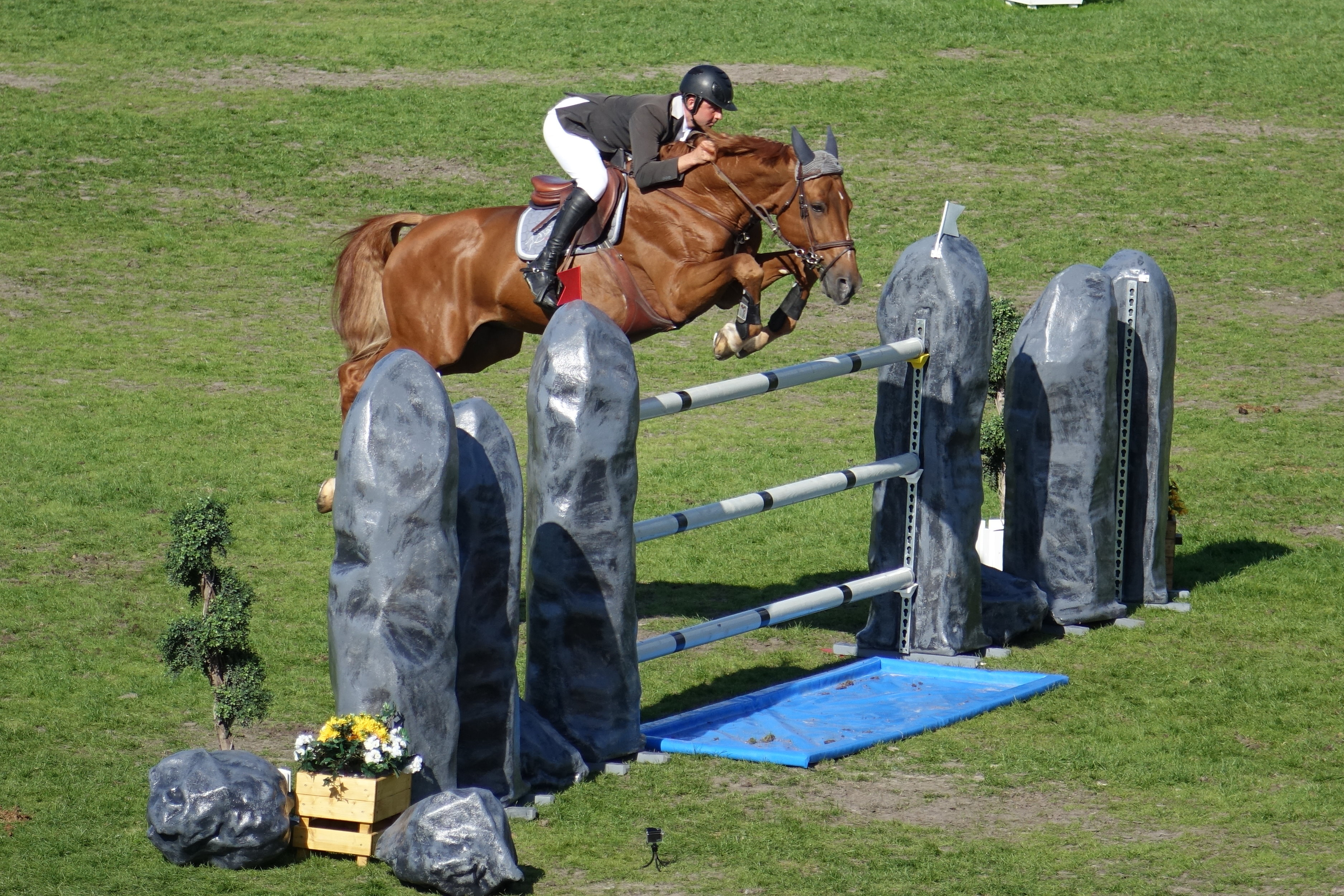
El caballo de monta también es utilizado para los deportes ecuestres.

La primera utilización del caballo de montar básicamente fue la militar, aunque particularmente desde el siglo XIX, cierta categoría de civiles, principalmente los más pudientes, igualmente comenzaron a utilizar los caballos para su propio esparcimiento y comodidad, por ejemplo para paseos y para la caza de montería. Y a partir del siglo XX, la participación de los caballos de monta también se multiplicaron, como deporte y como diversión y esparcimiento.

## Apelación específica francesa
« Cheval de Selle » (CS) también es una clasificación oficial del Haras nationaux, que designa los caballos nacidos en Francia y destinados a ser montados, aunque no pertenezcan a una determinada raza. Los CS surgen de los cruzamientos de padres identificados, pero que no se encuentran en algún stud-books de raza. Y si el caballo de monta no se encuentra en ningún stud-book, de todas maneras se lo inscribe en un registro, creado en un primer momento para registrar a los caballos de recreación. Dada la heterogeneidad de este tipo de caballos, los mismos poseen pelajes muy diversos, así como todos los tamaños y todas las conformaciones.
A partir del 24 de abril de 2009, la identificación CS dejó de usarse, pues fue sustituida por la identificación OC « Origine Constatée ».